# Миковини, Самуил
Самуил Миковини (словац. Samuel Mikovíni, венг. Mikoviny Sámuel; около 1700, Турички Венгерское королевство в составе Австрийской империи (ныне дер. Цинобаня, района Полтар Банскобистрицкого края Словакии) — 23 марта 1750, близ Тренчина) — словацкий инженер, математик, геодезист, картограф, астроном, профессор Горной школы. Создатель Братиславского меридиана, на основе которого возникли первые карты округов Венгрии и Словакии.
Один из ведущих представителей европейской науки и техники, оказавший значительное влияние на их развитие в XVIII веке.

## Биография
В 1719 году обучался искусству гравюры в Нюрнберге, в 1721—1723 годах — в немецких университетах Альтдорф-Нюрнберга и Йены, затем учился картографии в военной академии в Вене.
Некоторое время работал математиком при дворе саксонского князя, в 1725—1735 годах — в Братиславе (во Дворце Мотешицких), в качестве столичного инженера-математика, занятого, в основном, проведением мелиоративных работ. С 1735 года королевским указом был назначен профессором Горной школы в Банска-Штьявница. Стал первым профессором Горной школы и имперским горным инженером нижнегорских банских шахтерских городов.
Возглавлял это учебное заведение, ставшее позже Банска-Штьявницкой академией, до 1748 года. Некоторые историки считают, что Горная школа по уровню преподавания, структуре и учебным планам соответствовала уровню подготовки современных университетов. При обучении Миковини добивался согласованности между теорией и практикой.
Позже полностью посвятил себя инженерной деятельности.
Во время работ по строительству дамбы в г. Тренчин тяжело заболел и вскоре после этого, возвращаясь домой, умер в неустановленном месте близ Тренчина.

## Научная деятельность
Научная деятельность Миковини — чрезвычайно разнообразна и обширна, хотя, в основном, была сосредоточена на картографии, архитектурных и гидротехнических работах, горнодобывающей промышленности и др.
Он занимает одно из ведущих мест в осуществлении масштабных проектов в венгерской и словацкой истории по разработке карт всех словацких и значительной части венгерских административно-территориальных округов.
При создании карт основывался на собственных методах измерений и применял разработанную им систему картографии, которая умело совмещала 4 области науки: астрономию, геометрию, физику (магнетизм) и гидрографию. В его картографической деятельности в дополнение к триангуляции, использовались астрономические наблюдения Братиславской обсерватории, созданной в 1733 году, вероятно, впервые в Словакии. Отсчёт долготы на своих картах Миковини производил от выбранного им меридиана, который получил название Братиславский меридиан.
Его обширные картографические труды послужили качественному скачку в истории картографии в Словакии и Венгрии, в частности, точности методов измерений и способам их обработки. При его участии была создана система водохранилищ — водоемы и каналы, служащие источниками энергии для перерабатывающих машин, шахтного и обогатительного оборудования второй половины XVIII века, которые принадлежали к тогдашним лучшим образцам горнодобывающей промышленности.
Самуил Миковини считается первым словацким картографом.

## Память
В 2000 году в Словакии была выпущена монета, посвященная 250-летию со дня смерти Самуила Миковини.

## Галерея

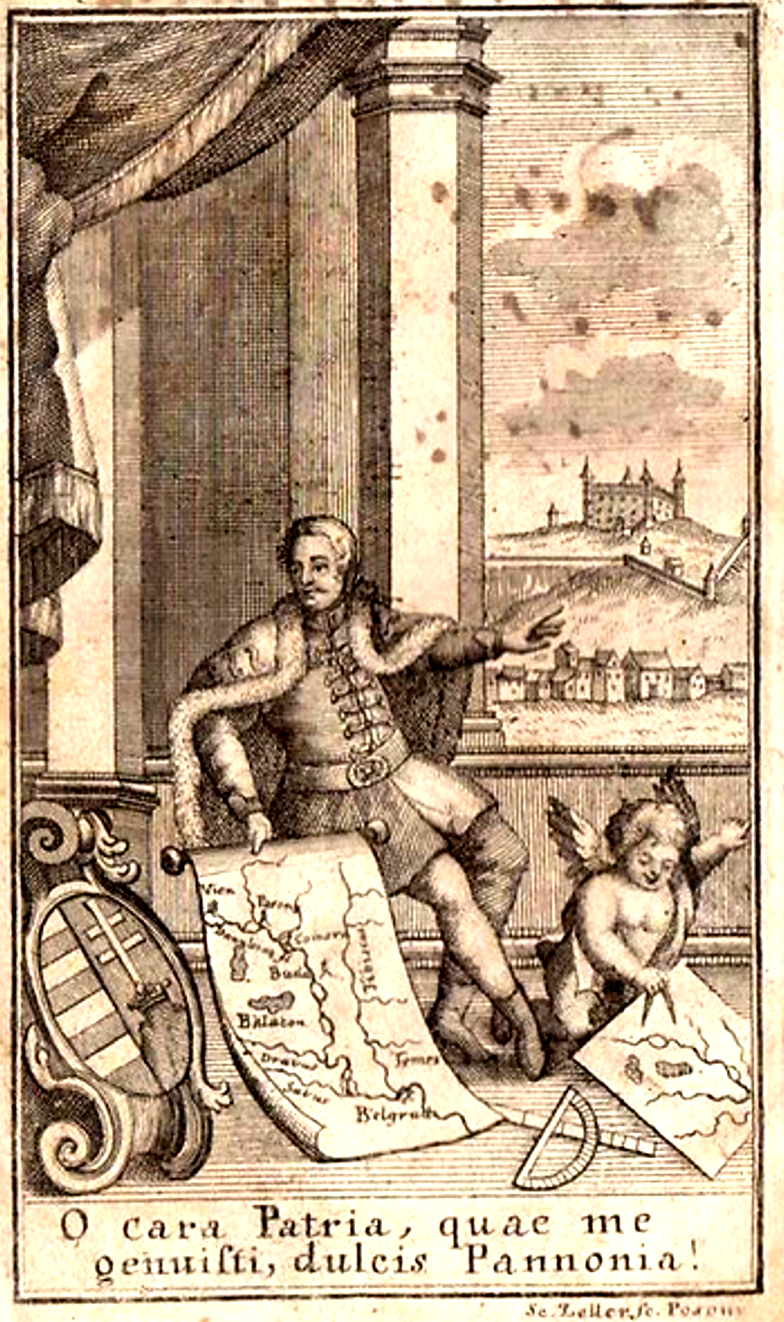
Портрет Самуила Миковини с картой Венгрии на фоне Братиславского града. Подпись: "O Cara Patria quae me genuisti, dulcis Panonia" - "О, моя милая родная земля, родившая меня, Паннония"
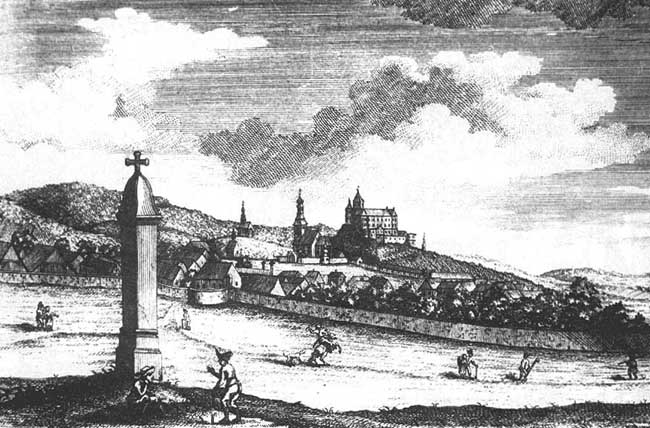
Гравюра Смоленицкого замка работы Самуила Миковини
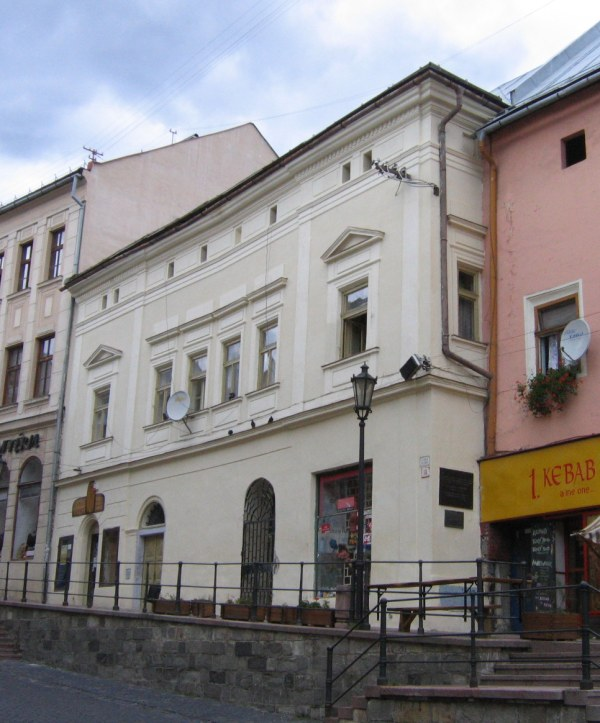
Здание Горной школы в Банска-Штьявница
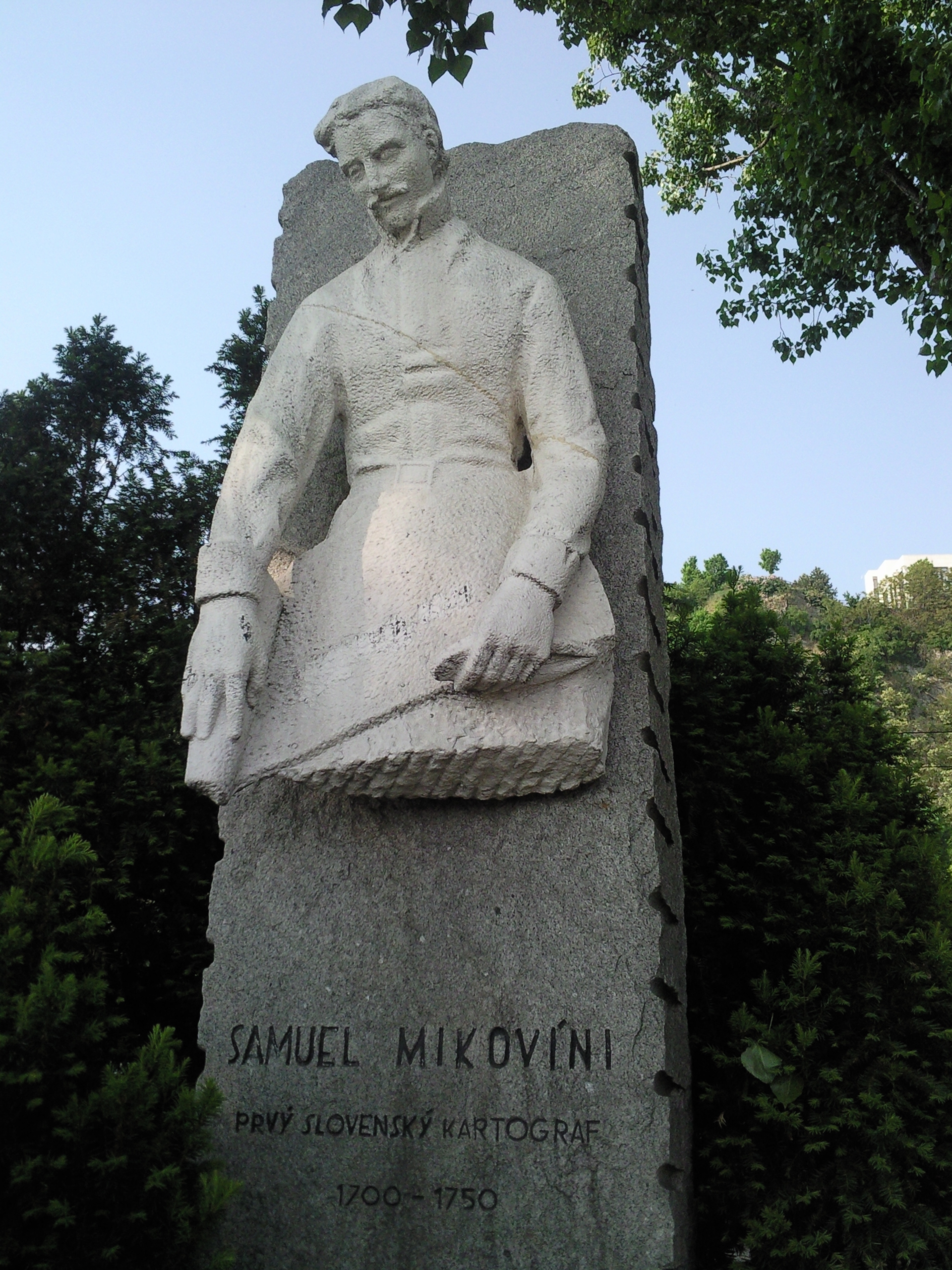
Памятник Миковини в Братиславе